# Uvletjenja
Uvletjenja (russisk: Увлеченья) er en russisk spillefilm fra 1994 af Kira Muratova.

## Medvirkende
- Renata Litvinova – Lilia
- Svetlana Kolenda – Violetta
- Mikhail Demidov – Kasjanov
- Aleksej Sjevtjenko – Sasja Milashevski
- Sergej Popov